# 梅勒-卡翁语
梅勒语和卡翁语共同组成了一种分布在柬埔寨东北部的巴拿语支语言。 
墨侬语、特蒙语、梅勒语和卡翁语和斯丁语间的词汇相似度都在70%左右(Barr & Pawley 2013:32)。

梅勒语分布在柬埔寨桔井省下列村(Barr & Pawley 2013)。
- 桔井县三博社Srae Tahaen
- 三博县Ou Krieng社Ou Krieng

卡翁语分布在柬埔寨桔井省下列村(Barr & Pawley 2013)。
- 桔井县Thmei社Chhok

- 桔井县Thmei社Khnach
- 桔井县Changkrang社Kosang